# Ochromolopis zagulajevi
Ochromolopis zagulajevi is een vlinder uit de familie borstelmotten (Epermeniidae). De wetenschappelijke naam is voor het eerst geldig gepubliceerd in 1991 door Budashkin & Satshkov.
De soort komt voor in Europa.